# 1890 en mathématiques
Cet article présente les faits marquants de l'année 1890 en mathématiques.

## Évènements
- La mathématicienne britannique Philippa Fawcett devient la première femme classée au-dessus du senior wrangler, l'étudiant qui a obtenu les meilleurs résultats à l'examen de sortie des mathématiques supérieures[1].

- Dans un article publié dans le Quarterly Journal of Mathematics intitulé Map-Colour Theorem, le mathématicien britannique Percy John Heawood démontre que la preuve d'Alfred Kempe au théorème des quatre couleurs est fausse en énonçant un contre-exemple[2] ; il énonce le théorème des cinq couleurs et ouvre une conjecture démontrée en 1968 par Ringel et Youngs[3].

- Dans un article daté de janvier 1890 et publié dans les Mathematische Annalen intitulé Sur une courbe qui remplit toute une aire plane, Giuseppe Peano définit une courbe remplissante[4].

## Naissances

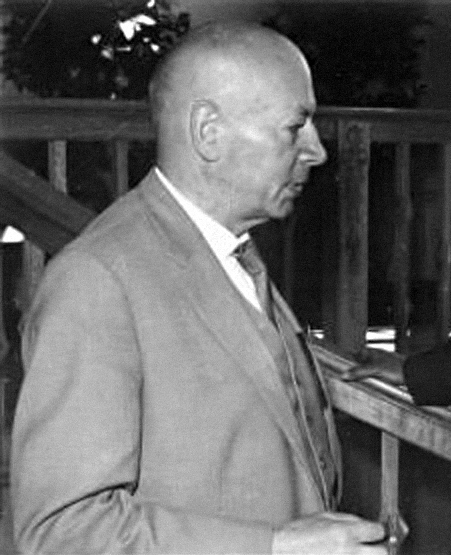
Erich Kamke

- 15 mars : Boris Delaunay (mort en 1980), mathématicien russe.
- 3 avril : Robert Deltheil (mort en 1972), mathématicien français.
- 2 mai : José Barinaga (mort en 1965), mathématicien espagnol.
- 16 juin : Nae Ionescu (mort en 1940), philosophe, logicien, journaliste, professeur d’université et mathématicien roumain.
- 18 août : Erich Kamke (mort en 1961), mathématicien allemand.
- 4 septembre : Johannes van der Corput (mort en 1975), mathématicien néerlandais.
- 11 septembre : Euphemia Haynes (morte en 1980), mathématicienne américaine.
- 22 septembre : Ferdinand Gonseth (mort en 1975), philosophe et mathématicien suisse.
- 15 octobre : Jakob Nielsen (mort en 1959), mathématicien danois.
- 27 octobre : Olive Hazlett (morte en 1974), mathématicienne américaine.
- 31 octobre : Joseph Pérès (mort en 1962), mathématicien et physicien français.
- 6 novembre : Josep Maria Casas i de Muller (mort en 1975), mathématicien espagnol.
- 4 décembre : Harry Carver (mort en 1977), mathématicien américain.

## Décès
- 11 septembre : Felice Casorati (né en 1835), mathématicien italien.
- 19 octobre : Émile Mathieu (né en 1835), mathématicien français.